# Turistbuss

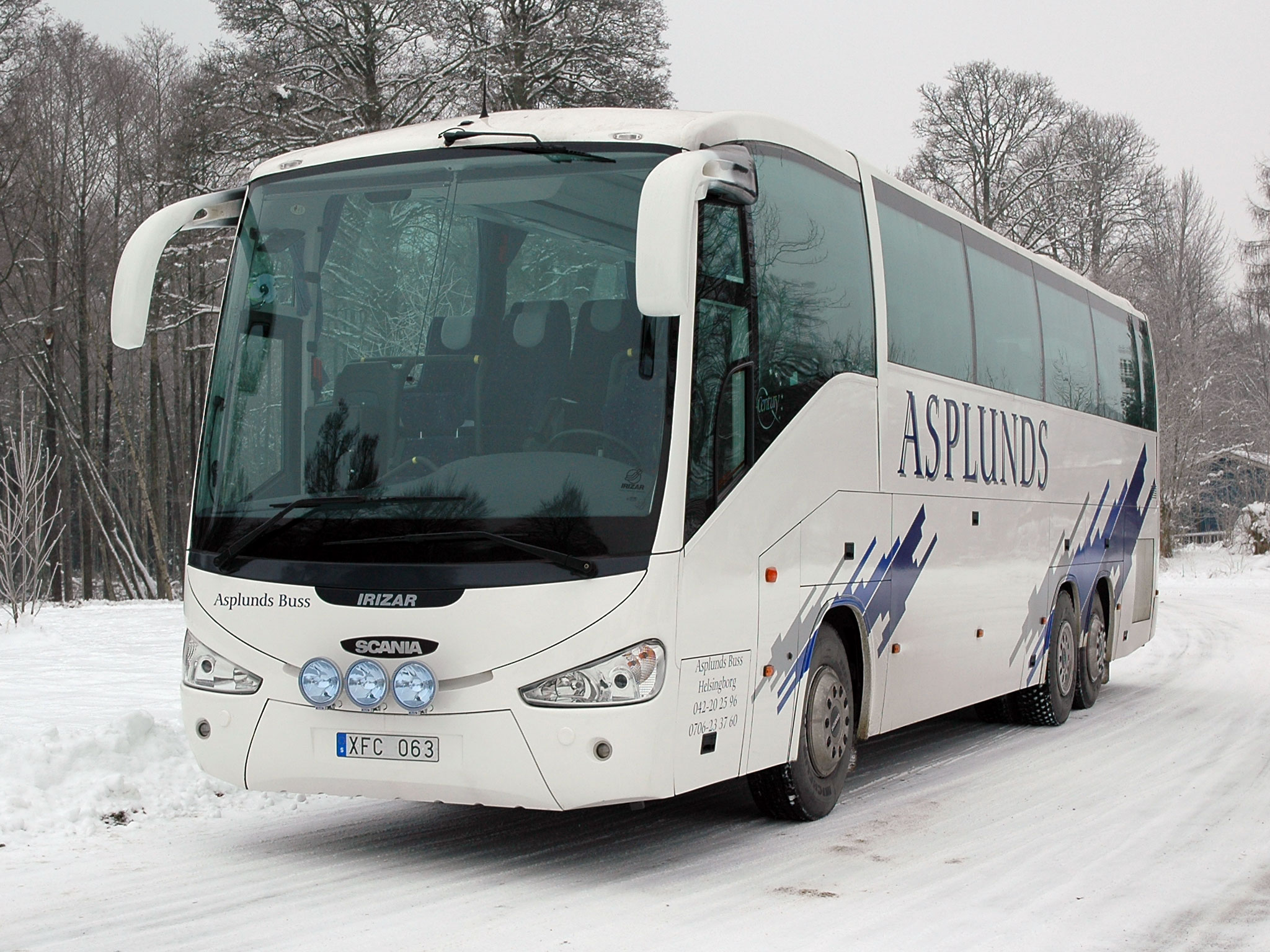
Irizar turistbuss på Scania-chassi

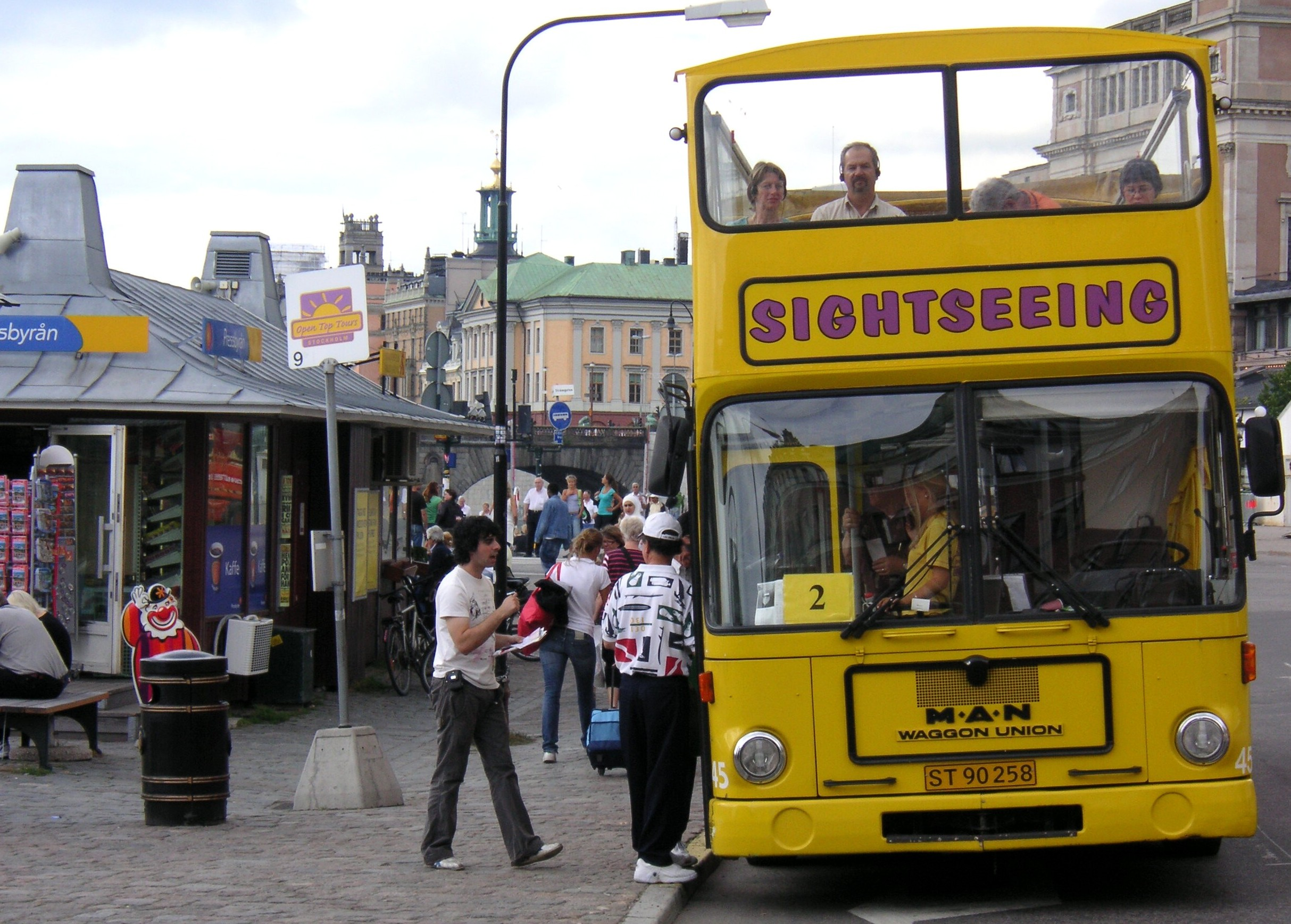
Sightseeingbuss i Stockholm.

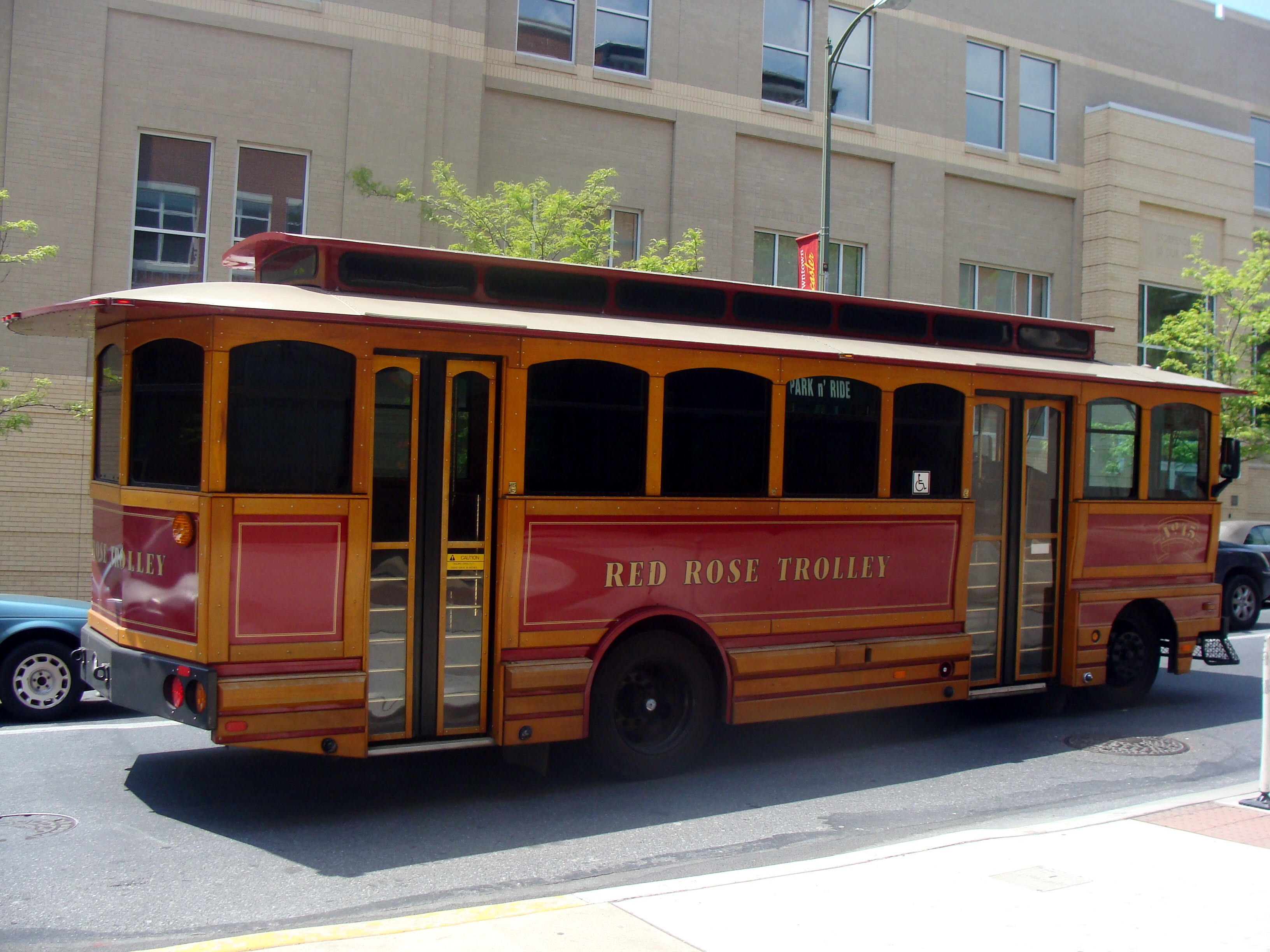
Optima "tourist trolley" som körs av Red Rose Transit Authority i Lancaster, Pennsylvania, USA.

Turistbuss är en buss avsedd för passagerartransport i beställningstrafik. Dessa bussar har oftast ett högt golv med förarsäte samt bagageutrymme under. Passagerarsätena i turistbussar kan vara placerade på så kallat "teatergolv" som innebär att raden bakom den framförvarande sitter lite högre upp vilket får effekten att passagerare får bättre utsiktsmöjligheter framåt. Sätena brukar också kunna skjutas i sidled för att få bättre axelutrymme. Ryggstöden är ställbara i lutning. 
En variant av turistbuss är rundtursbussar av typen "Hop On Hop Off" och/eller bussar som avsiktligt liknar en äldre spårvagn (på engelska tourist trolley eller också trolley replica bus) som används i första hand i stadsområden varvid en guide, eller inspelning, berättar om sevärdheterna längs rutten.
Långfärdsbussar, ofta kallad expressbuss eller direktbuss, liknar ofta turistbussen i bekvämlighet.